# Гилджес-Александер, Шей
Ше́йвонт Э́йшен «Шей» Ги́лджес-Алекса́ндер (англ. Shaivonte Aician «Shai» Gilgeous-Alexander; род. 12 июля 1998, Торонто) — канадский баскетболист, выступающий за команду «Оклахома-Сити Тандер» в Национальной баскетбольной ассоциации. На студенческом уровне выступал за команду университета Кентукки «Кентукки Уайлдкэтс». Был выбран на драфте НБА 2018 года в 1-м раунде под 11-м номером командой «Шарлотт Хорнетс» и был обменян в «Лос-Анджелес Клипперс». Играет на позиции разыгрывающего защитника. Чемпион НБА сезона 2024/2025. Он стал первым игроком в истории НБА, который выиграл титул MVP регулярного сезона, финала конференции и финала в одном сезоне.

## Карьера в НБА

### Лос-Анджелес Клипперс (2018—2019)
21 июня 2018 года на драфте НБА 2018 года был выбран командой «Шарлотт Хорнетс» и в тот же день был обменян в «Лос-Анджелес Клипперс». В летней лиге 2018 Шей в среднем набирал 19 очков, 4,8 подбора, 4 передачи и 2,3 перехвата за игру.
17 декабря 2018 года Гилджес-Александер установил личный рекорд результативности, набрав 24 очка, проиграв «Портленду» 127—131. 18 января 2019 года он повторил свой рекорд по очкам в матче против действующий чемпионов «Голден Стэйт Уорриорз». Через 11 дней Шей был назван участником матча восходящих звёзд НБА.
21 апреля 2019 года Шей побил свой рекорд, набрав 25 очков в 4-й игре серии 1-го раунда плей-офф НБА 2019.

### Оклахома-Сити Тандер (2019—настоящее время)

#### 2019—2020: Прогресс во второй год
10 июля 2019 года был обменян вместе с Данило Галлинари, пятью пиками первого раунда драфта и правом обменяться двумя пиками в «Оклахому» на Пола Джорджа. 8 октября 2019 года Гилджес-Александер дебютировал в составе «Оклахома-Сити Тандер» в предсезонном матче с «Даллас Маверикс». Он набрал 24 очка и сделал четыре подбора в победе над «Маверикс». 22 декабря 2019 года Гилджес-Александер набрал максимальные в карьере 32 очка, сделал пять передач, три подбора и два перехвата в победе над «Лос-Анджелес Клипперс». 13 января 2020 года Гилджес-Александер оформил свой первый в НБА трипл-дабл, набрав 20 очков, 20 подборов и 10 передач в победе над «Миннесотой Тимбервулвз», став вторым игроком после Рассела Уэстбрука, которому удалось набрать линейку «20-20-10» за последние 30 лет, и самым молодым, кому это удалось.

#### 2020—2022: Прорыв и травмы
26 декабря 2020 года Гилджес-Александер набрал 24 очка, семь подборов, девять передач и реализовал победный бросок в матче против «Шарлотт Хорнетс». 24 февраля 2021 года Гилджес-Александер набрал максимальные в карьере 42 очка, обеспечив «Оклахоме-Сити Тандер» победу над «Сан-Антонио Сперс». 24 марта 2021 года, проведя 35 игр, он завершил сезон из-за разрыва плантарной фасции.
3 августа 2021 года Гилджес-Александер и «Тандер» договорились о продлении контракта на пять лет за 172 миллиона долларов; сумма контракта была увеличена до 207 миллионов долларов, когда Гилджес-Александер  был включен в первую сборную всех звезд НБА в мае 2023 года.
18 декабря 2021 года Гилджес-Александер набрал 18 очков и реализовал победный трехочковый бросок, одержав победу над своей бывшей командой «Лос-Анджелес Клипперс». Четыре дня спустя он записал на свой счет второй в карьере трипл-дабл из 27 очков, 11 подборов и 12 передач в победе над «Денвер Наггетс». 27 декабря Гилджес-Александер был назван игроком недели Западной конференции НБА по итогам 10-го тура (20-26 декабря), что стало его первой наградой в качестве игрока недели в НБА. Он привел «Оклахому» к трем победам и одному поражению, набирая в среднем 27,5 очка, 6,3 подбора и 7,0 передачи. 28 марта 2022 года Гилджес-Александер выбыл до конца сезона из-за травмы лодыжки. Он закончил сезон, набирая в среднем 24,5 очка и 5,9 передачи.

#### 2022—2023: Первый выбор на «Матч всех звезд» и попадание  в первую сборную НБА
31 октября 2022 года Гилджес-Александер был назван игроком недели 2-го тура Западной конференции НБА (24-30 октября), что стало его второй наградой в карьере как игрока недели в НБА. Он привел «Оклахому» к трем победам, набирая в среднем 31,7 очка, 5,3 подбора и 7,7 передачи. 16 ноября Гилджес-Александер установил рекорд карьеры, набрав 42 очка, а также реализовав победный трехочковый, шесть подборов и семь передач в победе над «Вашингтон Уизардс». 19 декабря Гилджес-Александер набрал 35 очков и сделал победный бросок в матче с «Портленд Трэйл Блэйзерс». 23 декабря Гилджес-Александер набрал 44 очка, 10 подборов и 6 передач в матче с «Нью-Орлеан Пеликанс».
2 февраля 2023 года Гилджес-Александер был заявлен на первый в своей карьере Матч всех звезд НБА в качестве запасного защитника Западной конференции. 4 февраля Гилджес-Александер набрал 42 очка, сделал четыре подбора, шесть передач, три перехвата и два блока в победе над «Хьюстон Рокетс». 10 февраля Гилджес-Александер установил рекорд карьеры, набрав 44 очка при 13 из 16 бросков с игры и 18 из 19 бросков с линии штрафных бросков в победе над «Портленд Трэйл Блэйзерс». Он стал первым игроком в истории «Тандер», набравшим 40 с лишним очков при 80-процентной реализации. В сезоне 2022/23 Гилджес-Александер стал третьим игроком в истории франшизы «Тандер» (после Кевина Дюранта и Рассела Уэстбрука), закончившим сезон с 30 и более очками в среднем за игру.
Шай стал вторым защитником в истории НБА после Майкла Джордана, набирающим не менее 30 очков, четыре подбора, четыре передачи, один перехват и один блок при точности не менее 50 процентов. Впоследствии он стал самым молодым защитником в истории НБА, набравшим 30 очков при 50 процентах попаданий с игры, побив рекорд Джордана. 2 мая Гилджес-Александер занял пятое место в голосовании за звание самого ценного игрока НБА. Он также был включен в первую сборную всех звезд НБА.
14 ноября 2023 года Гилджес-Александер набрал 28 очков и совершил семь перехватов в победе над «Сан-Антонио Сперс». Он также 5-й раз подряд набрал 25 очков при 55% попаданий, что является самой длинной серией в истории франшизы «Тандер». 18 ноября Гилджес-Александер набрал 40 очков, сделал семь подборов, шесть передач, два перехвата и два блока в матче с «Голден Стэйт Уорриорз».
9 декабря 2023 года Гилджес-Александер набрал 38 очков, 5 подборов, 5 передач, 5 перехватов и 1 блок-шот в матче против «Голден Стэйт Уорриорз».

#### 2024—2025
11 ноября 2024 года Гилджес-Александер набрал 45 очков, три подбора, девять передач, пять перехватов и два блока в победе над своей бывшей командой «Лос-Анджелес Клипперс» со счетом 134:128. 26 декабря Гилджес-Александер установил рекорд карьеры, набрав 45 очков, а также семь подборов, восемь передач, один перехват и два блока в победе над «Индианой Пэйсерс» со счетом 120:114. В декабре Гилджес-Александер привел «Тандер» к рекорду в 12 побед и 1 поражения, набирая в среднем 33,3 очка при 56,3% попаданий с игры, а также 5,8 подбора, 5,2 передачи, 2,5 перехвата и 1,2 блока. В ноябре и декабре он дважды подряд становился лучшим игроком месяца.
2 января 2025 года Гилджес-Александер привел «Тандер» к 13-й победе подряд. Это стало новым рекордом франшизы по количеству побед подряд в регулярном чемпионате в эпоху «Оклахома-Сити». 5 января Гилджес-Александер набрал 33 очка, сделал 11 подборов, шесть передач, три перехвата и два блока в победе над «Бостон Селтикс» со счетом 105:92. Это была рекордная 15-я победа подряд в регулярном чемпионате. Предыдущий командный рекорд был установлен «Сиэтл Суперсоникс» в 1996 году. 22 января Гилджес-Александер набрал максимальные в карьере 54 очка, сделал восемь подборов, пять передач, три перехвата и два блока в победе над «Ютой Джаз» со счетом 123:114. 25 января Гилджес-Александер был включен в стартовую пятерку Западной конференции на матч всех звезд НБА 2025 года, что стало третьим подряд выбором и вторым подряд в качестве игрока стартовой пятерки. 29 января Гилджес-Александр набрал 52 очка в проигрыше со счетом 109-116 против «Голден Стэйт Уорриорз». 5 февраля Гилджес-Александр набрал 50 очков, а также восемь подборов, пять передач, два перехвата и один блок в победе над «Финикс Санз» со счетом 140:109 . Он стал девятым игроком в истории НБА, трижды набравшим не менее 50 очков за семь игр.
1 апреля 2025 года Гилджес-Александер был назван игроком марта Западной конференции. Он завершил месяц со средними показателями в 34,7 очка, 4,3 подбора и 7,4 передачи за встречу. Гилджес-Александер завершил регулярный сезон первым канадцем, возглавившим рейтинг НБА по количеству набранных очков, и третьим игроком из других стран, которому удалось добиться этого. Он завершил сезон с наибольшим количеством 20-очковых (75), 30-очковых (49), 40-очковых (13) и 50-очковых (4) матчей. Его серия из 72 матчей подряд, в которых он набирал не менее 20 очков, стала самой длинной в истории НБА, превзойдя предыдущий рекорд Майкла Джордана. Кроме того, это был третий сезон подряд, когда Гилджес-Александер набирал в среднем не менее 30 очков, присоединившись к списку, в который вошли Майкл Джордан, Уилт Чемберлен, Оскар Робертсон, Карим Абдул-Джаббар, Джеймс Харден и Боб Макаду. Он был назван самым ценным игроком НБА сезона 2024/25, став вторым канадским игроком, получившим эту награду, после Стива Нэша в 2005 и 2006 годах.
26 апреля в четвертой игре первого раунда плей-офф Гилджес-Александер набрал максимальные в карьере 38 очков и вывел «Оклахома-Сити Тандер» в полуфинал Западной конференции. В первой игре второго раунда против «Денвер Наггетс» Гилджес-Александер набрал 33 очка, 10 подборов и восемь передач в проигрыше со счетом 119:121. Во второй игре он набрал 34 очка за три четверти игрового времени и восемь передач в победе над «Наггетс» со счетом 149:106. В пятой игре Гилджес-Александер набрал 31 очко, сделал шесть подборов и семь передач в победе со счетом 112:105, обеспечив «Тандер» преимущество в серии со счетом 3:2. В седьмой игре Гилджес-Александер набрал 35 очков, сделал три подбора, четыре передачи и три перехвата в победе со счетом 125:93, обеспечив команде первое участие в финале Западной конференции. Он стал шестым игроком в истории плей-офф НБА, набравшим 35+ очков и совершившим 0 перехватов в седьмой игре. Во второй игре финала Западной конференции Гилджес-Александер повторил свой карьерный рекорд в плей-офф, набрав 38 очков и отдав восемь передач в победе над «Миннесотой Тимбервулвз» со счетом 118:103. Благодаря этой победе он стал первым игроком в истории франшизы, который пять раз подряд набирал 30 очков в плей-офф. 26 мая в четвертой игре финала Западной конференции Гилджес-Александер набрал 40 очков, девять подборов и 10 передач, едва не оформив трипл-дабл, в результате чего «Тандер» одержали победу над «Тимбервулвз» со счетом 128:126 и повели в серии 3-1. После того как «Тандер» выиграли серию в пяти матчах, Гилджес-Александер был единогласно признан MVP финала Западной конференции. Он набирал в среднем 31,4 очка, 5,2 подбора, 8,2 передачи и 1,8 перехвата за игру, что стало первым выходом в финал НБА в его карьере и первым выходом «Тандер» с 2012 года. Кроме того, Гилджес-Александер записал на свой счет 10-й матч с 30 очками и пятью передачами, став одним из трех игроков в истории НБА, которым удалось добиться такого результата как минимум 10 раз в одном плей-офф. Двумя другими игроками, достигшими этого, стали Майкл Джордан и Леброн Джеймс. 
В первой игре финала НБА 2025 года Гилджес-Александер набрал 38 очков в поражении от «Индианы Пэйсерс» со счетом 110:111. Его 38 очков стали третьим результатом по количеству очков, набранных в дебютном финале НБА, после Аллена Айверсона (48 очков, 2001 г.) и Джорджа Майкена (42 очка, 1949 г.). После этого он набрал 34 очка во второй игре в победе со счетом 123:107. Он стал 12-м игроком, набравшим 3000 очков в одном сезоне в регулярном чемпионате и матчах плей-офф. Его 72 очка в первых двух матчах финала НБА - это самое большое количество очков, набранных игроком в первых двух матчах финала. До этого Аллен Айверсон набрал 71 очко в первых двух матчах финала в 2001 году. В пятой игре финала НБА Гилджес-Александер набрал 31 очко, отдал 10 результативных передач и сделал четыре блока в победе со счетом 120:109, что дало «Тандер» преимущество со счетом 3:2 в серии. Благодаря этому выступлению он записал на свой счет 12-ю игру плей-офф с не менее чем 30 очками и 5 результативными передачами, установив новый рекорд НБА по количеству таких игр в одном плей-офф. Он превзошел предыдущий показатель в 11, удерживаемый Майклом Джорданом и Леброном Джеймсом. Гилджес-Александер также стал одним из четырех игроков НБА, которые когда-либо имели 15 или более игр с 30 очками в одном плей-офф. Другие три игрока в этом списке — Майкл Джордан (1992), Хаким Оладжьювон (1995) и Коби Брайант (2009). «Оклахома-Сити» победила «Индиану» со счетом 103:92 в седьмой игре, выиграв серию со счетом 4:3, а Гилджес-Александер был назван MVP финала. Он стал четвертым игроком в истории НБА (после Карима Абдул-Джаббара, Майкла Джордана и Шакила О'Нила), который выиграл MVP, MVP финала и титул лучшего бомбардира в одном сезоне. 

## Карьера в национальной сборной
Гилджес-Александер выступал за юниорскую сборную Канады, которая участвовала в Чемпионате ФИБА Америк до 18 лет 2016 года в Вальдивии (Чили) и завоевавшая серебро, где он набирал в среднем 7,8 очка, 5,4 передачи и 4,0 подбора за матч. Позже в том же году он присоединился к старшей сборной на Мировом олимпийском квалификационном турнире ФИБА 2016 года в Маниле. Канада потерпела поражение от Франции в финале турнира и не прошла квалификацию на летние Олимпийские игры 2016 года.
24 мая 2022 года Гилджес-Александер стал одним из четырнадцати игроков, согласившихся на трехлетнее обязательство выступать в составе национальной команды, стремясь переломить десятилетнюю тенденцию непопадания в олимпийский баскетбольный турнир. На Кубке мира ФИБА 2023 года Гилджес-Александер был центральной фигурой в составе сборной Канады, возглавив её исторический поход. 3 сентября они вышли в четвертьфинал турнира, обеспечив себе место на летних Олимпийских играх 2024 года, которое он назвал «почти неописуемым». В итоге команда завоевала бронзовую медаль, обыграв в матче за третье место США. Это была первая медаль Канады на Кубке мира и первая медаль на крупном мировом турнире со времен летних Олимпийских игр 1936 года. В знак признания его индивидуальной игры Гилджес-Александер был включен в состав сборной всего турнира.

## Достижения
- Бронзовый призёр чемпионата мира: 2023
- Обладатель Приза им. Лу Марша: 2023

## Личная жизнь
Младший брат Гилджес-Александера, Томаси, играл в баскетбол за команды Университета Эвансвилла и Оклахомского Северо-восточного колледжа. Его младший двоюродный брат, Никейл Александер-Уокер, является игроком НБА в составе клуба «Миннесота Тимбервулвз». Они поддерживают близкие отношения и живут в одной комнате в доме школьного тренера Зака Феррелла.
В июле 2020 года Гилджес-Александер подписал контракт с компанией Converse.
Весной 2023 года Гилджес-Александер купил дом на берегу озера в Берлингтоне, Онтарио, который ранее занимал обанкротившийся криптовалютный трейдер Эйден Плетерски. Через несколько дней после переезда Гилджес-Александер съехал из-за проблем с безопасностью, а вскоре после этого подал иск с требованием отменить покупку. Баскетболист утверждал, что продавец, инвестор в недвижимость, который сдал недвижимость в аренду Плетерски, не сообщил ни о связи недвижимости с трейдером, ни о различных угрозах, которые высказывали в адрес недвижимости инвесторы Плетерски. 8 декабря 2023 года Гилджес-Александер выиграл суд об отмене покупки особняка за 8,2 млн долларов.
11 декабря 2023 года Шэй Гилджес-Александер признан спортсменом года в Канаде. Игрок стал вторым баскетболистом в истории (после Стива Нэша в 2005 году).
8 июля 2025 года стало известно, что Гилджес-Александер будет изображен на обложке игры NBA 2K26.
17 июля 2025 года  Гилджес-Александер был признан лучшим спортсменом года среди мужчин по версии телеканала ESPN.
29 июля 2025 года стало известно, что Гилджес-Александер пригласить Аллена Айверсона выступить в его молодёжном баскетбольном лагере в Торонто.

## Статистика

### Статистика в НБА
| Сезон   | Команда       | Регулярный сезон | Регулярный сезон | Регулярный сезон | Регулярный сезон | Регулярный сезон | Регулярный сезон | Регулярный сезон | Регулярный сезон | Регулярный сезон | Регулярный сезон | Регулярный сезон | Серия плей-офф | Серия плей-офф | Серия плей-офф | Серия плей-офф | Серия плей-офф | Серия плей-офф | Серия плей-офф | Серия плей-офф | Серия плей-офф | Серия плей-офф | Серия плей-офф |
| Сезон   | Команда       | GP               | GS               | MPG              | FG%              | 3P%              | FT%              | RPG              | APG              | SPG              | BPG              | PPG              | GP             | GS             | MPG            | FG%            | 3P%            | FT%            | RPG            | APG            | SPG            | BPG            | PPG            |
| ------- | ------------- | ---------------- | ---------------- | ---------------- | ---------------- | ---------------- | ---------------- | ---------------- | ---------------- | ---------------- | ---------------- | ---------------- | -------------- | -------------- | -------------- | -------------- | -------------- | -------------- | -------------- | -------------- | -------------- | -------------- | -------------- |
| 2018/19 | Клипперс      | 82               | 73               | 26,5             | 47,6             | 36,7             | 80,0             | 2,8              | 3,3              | 1,2              | 0,5              | 10,8             | 6              | 6              | 28,8           | 46,7           | 50,0           | 85,0           | 2,7            | 3,2            | 1,0            | 0,8            | 13,7           |
| 2019/20 | Оклахома-Сити | 70               | 70               | 34,7             | 47,1             | 34,7             | 80,7             | 5,9              | 3,3              | 1,1              | 0,7              | 19,0             | 7              | 7              | 39,9           | 43,3           | 40,0           | 95,7           | 5,3            | 4,1            | 1,0            | 0,4            | 16,3           |
| 2020/21 | Оклахома-Сити | 35               | 35               | 33,7             | 50,8             | 41,8             | 80,8             | 4,7              | 5,9              | 0,8              | 0,7              | 23,7             | Не участвовал  | Не участвовал  | Не участвовал  | Не участвовал  | Не участвовал  | Не участвовал  | Не участвовал  | Не участвовал  | Не участвовал  | Не участвовал  | Не участвовал  |
| 2021/22 | Оклахома-Сити | 56               | 56               | 34,7             | 45,3             | 30,0             | 81,0             | 5,0              | 5,9              | 1,3              | 0,8              | 24,5             | Не участвовал  | Не участвовал  | Не участвовал  | Не участвовал  | Не участвовал  | Не участвовал  | Не участвовал  | Не участвовал  | Не участвовал  | Не участвовал  | Не участвовал  |
| 2022/23 | Оклахома-Сити | 68               | 68               | 35,5             | 51,0             | 34,5             | 90,5             | 4,8              | 5,5              | 1,6              | 1,0              | 31,4             | Не участвовал  | Не участвовал  | Не участвовал  | Не участвовал  | Не участвовал  | Не участвовал  | Не участвовал  | Не участвовал  | Не участвовал  | Не участвовал  | Не участвовал  |
| 2023/24 | Оклахома-Сити | 75               | 75               | 34,2             | 53,5             | 35,3             | 87,4             | 5,5              | 6,2              | 2,0              | 0,9              | 30,1             | 10             | 10             | 39,9           | 49,6           | 43,2           | 79,0           | 7,2            | 6,4            | 1,3            | 1,7            | 30,2           |
| 2024/25 | Оклахома-Сити | 76               | 76               | 34,2             | 51,9             | 37,5             | 89,8             | 5,0              | 6,4              | 1,7              | 1,0              | 32,7             | 23             | 23             | 37,0           | 46,2           | 28,3           | 87,6           | 5,3            | 6,5            | 1,7            | 0,9            | 29,9           |
|         | Всего         | 462              | 453              | 33,1             | 50,1             | 35,5             | 86,2             | 4,8              | 5,1              | 1,4              | 0,8              | 24,4             | 46             | 46             | 37,0           | 46,8           | 35,0           | 85,9           | 5,4            | 5,7            | 1,4            | 1,0            | 25,8           |

### Статистика в NCAA
| Сезон   | Команда  | Conf  | Class | GP | GS | MPG  | FG%  | 3P%  | FT%  | RPG | APG | SPG | BPG | PPG  |
| ------- | -------- | ----- | ----- | -- | -- | ---- | ---- | ---- | ---- | --- | --- | --- | --- | ---- |
| 2017/18 | Кентукки | SEC   | FR    | 37 | 24 | 33,7 | 48,5 | 40,4 | 81,7 | 4,1 | 5,1 | 1,6 | 0,5 | 14,4 |
| Всего   | Всего    | Всего | Всего | 37 | 24 | 33,7 | 48,5 | 40,4 | 81,7 | 4,1 | 5,1 | 1,6 | 0,5 | 14,4 |